# Лопатинка вапнякова
Лопатинка вапнякова (Scapania calcicola) — вид печіночників порядку юнгерманіальних (Jungermanniales).

## Поширення
Батьківщиною є Європа, сх. Північна Америка.
Зростає на досить вологих, вапняних скелях, на лесах і на вапняному ґрунті.

## Характеристика
Рослини мають довжину від одного до трьох сантиметрів, ширину до одного міліметра і коричнево-зелені. Листки розділені навпіл, частки листя неоднакові за розміром. Верхні частки прямокутні або яйцеподібні, коротко загострені і віддалено зубчасті. Нижні частки вдвічі більші за верхні, язикоподібної або яйцеподібної форми і в 1,5 рази більші за ширину. Вони часто зубчасті на відстані до кінчика листка. У середині листка клітини мають розміри 18—20 × 22—30 мікрометрів, кути клітин мають трикутні потовщення. Кожна клітина містить від двох до чотирьох масляних тілець. Формуються виводкові тіла.